# 단편선과 선원들
단편선과 선원들은 대한민국의 록 밴드이다. 실험적인 포크음악을 추구해온 회기동 단편선을 주축으로 2013년 여름 결성된 4인조 사이키델릭 포크 록 밴드. 클래식, 집시 음악, 포크 팝, 익스페리먼틀 록 등 각자 서로 다른 음악에 기반을 두고 활동해온 선원 장도혁(퍼커션), 최우영(베이스), 장수현(바이올린)은 보컬리스트인 단편선의 지휘 아래 '동양적인 것'과 '서양적인 것'이 뒤섞인 새로운 팝 사운드를 만들고자 밴드를 결성했다.

## 활동 및 경력

### 공연 활동
- 2013년 8월 23일, EBS 스페이스 공감 '회기동 단편선 - 애절하고 기괴한 작품집'으로 데뷔
- 2014년 4월 24일, 네이버 온 스테이지 179th, 동료를 만드는 것, 단편선과 선원들
- 2014년 8월 30일, 홍대 KT&G 상상마당 라이브홀, 단편선과 선원들 1집 <동물> 앨범 발매 기념공연
- 2014년 10월, MU:CON's Choice 선정
- 2015년 4월, 서울아트마켓 PAM's Choice 선정
- 2015년 5월, KT&G 상상마당 Surround 선정
- 2015년 5월 31일, 사운드홀릭 페스티벌 "EXIT" 출연
- 2015년 11월 8일, 프랑스 파리 뽀앙 에페메르 Regards sur la Corée(한국을 보다) "홍대 나이트" 출연
- 2015년 11월 26~27일, EBS 스페이스 공감 '기획 시리즈 - 두 사람'
- 2016년 4월 23일, 홍대 KT&G 상상마당 라이브홀, 단편선과 선원들 2집 <뿔> 발매 기념 쇼케이스
- 2016년 5월 28일, 영국 Brighton, The Great Escape Festival 참가
- 2016년 6월 14~15일, EBS 스페이스 공감 '쇠와 나무의 기록'
- 2016년 8월 13일, 인천 펜타포트 락 페스티벌 참가
- 2016년 9월 29일, 호주 애들레이드 OzAsia Festval 참가
- 2016년 10월, MU:CON's Choice 선정
- 2016년 10월 3일, 홍대 Zandari Festa 참가
- 2016년 10월 21일, 영국 London, K-Music Festival 2016, Richmix 공연
- 2017년 5월 3일, 서울특별시 청년예술단 선정
- 2017년 5월 14일, 망원동 벨로주, 단편선과 선원들 싱글 <러브송> 발매 기념공연

### 수상
- 2014년 12월 28일, 한겨레 선정 2014년 올해의 음반 3위 <동물>
- 2014년 12월 30일, 음향취향Y 선정 2014년 올해의 앨범 6위 <동물>
- 2015년 1월, HELLOKPOP 선정 Album of the Year 2014 <동물> 선정, 싱글 '공' 소유, 정기고의 '썸'에 이어 Runner-up Song of the Year 선정
- 2015년 2월, 제12회 한국대중음악상 올해의 음반, 올해의 음악인, 최우수 록 음반, 최우수 록 노래 등 4개 부문 노미네이트
- 2015년 2월 26일, 1집 <동물> 제12회 한국대중음악상 최우수 록 음반 상 수상[2]
- 2017년 1월 12일, HELLOKPOP 선정 Song of the Year 2016 '연애 (feat. 김사월)' 선정
- 2017년 2월 28일, 제14회 한국대중음악상 올해의 음반, 최우수 록 음반, 올해의 음악인 등 3개 부문 노미네이트

### 발매 이력
- 2014년 8월 27,일 정규 1집 앨범 <동물> 발매[3]
- 2016년 3월 29일 디지털 싱글 <연애> 발매[4]
- 2016년 4월 19일 정규 2집 앨범 <뿔> 발매[5]
- 2016년 7월 13일 디지털 싱글 <날> 발매 (단편선과 선원들X최삼, 스노우볼 프로젝트)
- 2016년 12월 12일 디지털 싱글 <국가> 발매
- 2017년 5월 3일 디지털 싱글 <러브송> 발매

## 음반 목록

### 정규

#### 01. <동물 Animal> (2014년 8월)
- 프로듀서 : 단편선과 선원들, 천학주 <머쉬룸레코딩스튜디오>
- 타이틀 곡 : 공 Ball
- 발매일 : 2014년 8월 27일
- 길이 : 9트랙, 52분 18초

| 번호 | 곡명                 | 길이  |
| ---- | -------------------- | ----- |
| 1    | 백년 A Hundred Years | 04:54 |
| 2    | 노란방 Yellow Room   | 05:05 |
| 3    | 공 Ball              | 05:34 |
| 4    | 동행 Walk with Me    | 08:50 |
| 5    | 순 Bud               | 04:39 |
| 6    | 소독차 Purifier      | 03:54 |
| 7    | 언덕 Hill            | 07:35 |
| 8    | 황무지 Wasteland     | 04:35 |
| 9    | 우리는 We Are        | 07:21 |

#### 02. <뿔 Shofar> (2016년 4월)
- 프로듀서 : 단편선과 선원들, 최정훈 <오디오가이>
- 타이틀 곡 : 모든 곳에 High and Low
- 발매일 : 2016년 4월 19일
- 길이 : 10트랙, 51분 02초

| 번호 | 곡명                                            | 길이  |
| ---- | ----------------------------------------------- | ----- |
| 1    | 발생 Appearance                                 | 01:55 |
| 2    | 뿔 Shofar                                       | 05:38 |
| 3    | 모든 곳에 High and Low                          | 03:55 |
| 4    | 거인 Giant (feat. 곽푸른하늘 Kwak Pureunhaneul) | 06:11 |
| 5    | 연애 Lover (feat. 김사월 Kim Sawol)             | 04:09 |
| 6    | 흙 Ground (instrumental)                        | 04:27 |
| 7    | 낮 Daytime                                      | 03:28 |
| 8    | 그리고 언제쯤 And When                          | 05:55 |
| 9    | 불 Fire                                         | 09:17 |
| 10   | 이상한 목 The Strange Throat                    | 06:03 |

### 디지털 싱글

#### <연애 Lover> (2016년 3월)
- 프로듀서 : 단편선과 선원들, 최정훈 <오디오가이>
- 타이틀 곡 : 연애 Lover (feat. 김사월 Kim Sawol)
- 발매일 : 2016년 3월 29일
- 길이 : 3트랙, 10분 56초

| 번호 | 곡명                                                  | 길이  |
| ---- | ----------------------------------------------------- | ----- |
| 1    | 연애 Lover (feat. 김사월 Kim Sawol)                   | 04:09 |
| 2    | 연애 Lover (Taka Sushi Remix)(feat. 김사월 Kim Sawol) | 02:36 |
| 3    | 연애 Lover (instrumental)                             | 04:09 |

#### <날 Hasta> (2016년 7월)
- 프로듀서 : 단편선과 선원들
- 타이틀 곡 : 날 Hasta (단편선과 선원들X최삼, 스노우볼 프로젝트)
- 발매일 : 2016년 7월 13일
- 길이 : 1트랙, 4분 10초

| 번호 | 곡명     | 길이  |
| ---- | -------- | ----- |
| 1    | 날 Hasta | 04:09 |

#### <국가 National Anthem> (2016년 12월)
- 프로듀서 : 단편선과 선원들
- 타이틀 곡 : 국가 National Anthem
- 발매일 : 2016년 12월 12일
- 길이 : 1트랙, 3분 40초

| 번호 | 곡명                 | 길이  |
| ---- | -------------------- | ----- |
| 1    | 국가 National Anthem | 03:40 |

#### <러브송 Love Song> (2017년 5월)
- 프로듀서 : 단편선과 선원들
- 타이틀 곡 : 러브송 Love Song
- 발매일 : 2017년 5월 3일
- 길이 : 1트랙, 5분 6초

| 번호 | 곡명             | 길이  |
| ---- | ---------------- | ----- |
| 1    | 러브송 Love Song | 05:06 |